# Crackerbox Palace
Singles de George Harrison
This Song
(1976) True Love
(1977)
Pistes de Thirty Three & 1/3
Pure Smoke Learning How To Love You
Crackerbox Palace est une chanson de George Harrison sortie sur son album Thirty Three & 1/3 en 1976. 
Elle est ensuite parue en single en 1977 et s'est classée en 19e position des Charts américains. Elle n'est en revanche pas entrée dans les Charts britanniques.
Le titre de la chanson correspond au surnom donné par Harrison à sa propriété de style néo-gothique victorien, Friar Park.